# Boris Majstrach
Boris Władimirowicz Majstrach (ros. Борис Владимирович Майстрах, ur. 1895 w stanicy Podsołniecznoje w guberni moskiewskiej, zm. 1965) – pułkownik Armii Czerwonej.

## Życiorys
Służył w carskiej armii, uczestnik I wojny światowej, podczas której dosłużył się stopnia porucznika. Od II 1919 w Armii Czerwonej, brał udział w wojnie domowej, dowodził 20 i 22 Dywizjami Strzeleckimi. Wielokrotnie wyróżniał się w walce. 2 IX 1920 dowodzona przez niego 22 Dywizja otrzymała zadanie likwidacji desantu wojsk gen. Piotra Wrangla na Półwyspie Tamańskim; Majstrach z dywizją wykonał to zadanie w wyjątkowo krótkim czasie - w walkach zdobyto 14 karabinów maszynowych, 6 sztuk broni artyleryjskiej, 1500 pocisków, 120 tysięcy nabojów i wzięto do niewoli 950 żołnierzy i oficerów. 2 VI 1922 Boris Majstrach został za to odznaczony pierwszym Orderem Czerwonego Sztandaru. 11 VIII 1922 otrzymał drugi Order Czerwonego Sztandaru. Po wojnie był m.in. szefem wydziału w sztabie Ukraińskiego Okręgu Wojskowego oraz wykładowcą i kierownikiem katedry w Akademii Wojskowej im. M. Frunzego w Moskwie. 6 II 1935 został aresztowany przez NKWD pod zarzutem trockizmu i uwięziony. W 1955 zrehabilitowany.